# Okres Dunajská Streda
Okres Dunajská Streda je jeden z okresů Slovenska. Leží v Trnavském kraji, v jeho nejjižnějším cípu. Na severu hraničí s okresem Galanta, na jihu pak s Maďarskem, na západě s okresem Senec v bratislavském kraji a na východě s okresem Komárno v Nitranském kraji. Patří k nejvíce zalidněním a zemědělsky využívaným oblastem Slovenska.